# 周應偁
周應偁（？—？），字聲仲，南直隶苏州府吴江县人，明朝政治人物。

## 生平
万历十六年（1588年）戊子科应天乡试舉人，二十九年（1601年）辛丑科進士，官宜春县知县。